# Service
«Service» (en español «Servicio») es el noveno episodio perteneciente a la segunda temporada de la serie de televisión cómica Wilfred. Fue estrenado el 16 de agosto de 2012 en Estados Unidos y el 13 de enero de 2013 en Latinoamérica ambos por FX. En el episodio, Ryan y Wilfred realizan un viaje espontáneo que termina desastroso.

## Cita del comienzo
"Lo que se halla en la fundación un cambio positivo es el servicio a un ser humano"
Lee Iacocca

## Argumento
Antes de una junta en el trabajo, Kevin le pregunta a Ryan por Amanda, él responde que ha estado enferma. Al llegar Jeremy entestecido les comunica a todos que han perdido la patente de la fase tres de la cura del cáncer pulmonar, por tanto la empresa entra en bancarrota, aun así, Jeremy les da palabras de apoyo a todos, sin embargo, al salir de la habitación se suicida. En el sótano, Kristen le pide a Ryan acompañarla cuando sea momento del parto. Ryan recibe un mensaje de su mamá. Estando en el instituto de salud mental, Kristen, Ryan y Wilfred se enteran de que Mittons, la gata de Catherine murió lo cual la deja muy triste. Ryan le recomienda a Catherine ayudar a Kristen, pues está en una fecha aproximada al parto, ella encantada acepta. Ambos hermanos le preguntan al Dr. Cahil, si ella puede salir de la institución, él no lo cree apropiado incluso piensa que necesita atención médica. Cuando Catherine y Ryan miran un álbum fotográfico familiar, miran la foto del momento en el que Catherine le ayuda a pintar a Ryan cuando él era solo un niño, ella le comenta que cuando el padre de Ryan le gritaba, ella tenía la fantasía de escapar y dejar atrás todo. Ryan dice compartir ese sentimiento también pues su vida ha ido en decadencia los últimos días. Catherine y Ryan acuerdan salir a pasear. Al contarle la historia a Wilfred, desaprueba la idea totalmente pero es manipulado. Mientras viajan, Wilfred totalmente enojado pide regresar, Catherine pide detenerse en un puesto de frutas naturales. Ryan recibe constantes llamas y mensajes de Kristen. Cuando decide contestarle, una Kristen enojada le pregunta si ella lleva los medicamentos necesarios, él afirma que si, pero, al ver la bolsa de su madre descubre que solo hay arena de gato. Ella pide conducir, al no tener alternativa, Ryan la deja. Después de un rato manejando, un policía los detiene, Catherine aprovecha un momento de descuido para escaparse. Ryan le pide que detenga el carro para que él maneje, sin embargo, al bajarse del automóvil Catherine lo deja ahí, llevándose con ella a Wilfred. Ryan llama a Kristen, ella lo encuentra en la carretera y comienzan a buscarla. Ryan ve que en un lugar a un lado de la carretera regalan gatos, él deduce que ella está ahí. Al llegar, Kristen le pide que se tome su medicamento, Catherine se rehúsa. Kristen avisa que está  a punto de parir y, debido a que está alejada de un hospital le pide ayuda a Ryan para que nazca, él dice no sentirse muy seguro y cree no poder hacerlo, Wilfred lo convence de que le ayud, al final Ryan comienza a ayudarle. Después de todo el trabajo de parto, Kristen es llevada por una ambulancia, Ryan se queda con su madre, y le pide que tome la medicación, así mismo, le pide que acepte la ayuda que se le está otorgando, ella acepta. Después la visita para ver su situación, la cual es bien tomada por ella debido a los placeres que tiene ahí. Ryan le comenta que lleva años sin pintar, ella lo invita a que termine una pintura que había comenzado.

## Recepción

### Audiencia
El episodio fue visto por 1.05 millones de televidentes en su estreno original en FX en Estados Unidos, generando un 0.5 en el grupo demográfico 18-49

### Recepción crítica
Max Nicholson de IGN dio al episodio un siete sobre diez y comentó: "Algunos de los mejores momentos entre Wilfred y Ryan son cuando Wilfred lúcidamente convence a Ryan de lograr sus metas tácitas. La escena final de la pintura de Ryan y su madre también era una manera agradable para cerrar el episodio - muy lejos de la triste conclusión de la semana pasada. Fue bonito ver que el espectáculo golpeó el botón de reinicio en muchos de los acontecimientos que ocurrieron en esta temporada, sobre todo teniendo en cuenta la ruptura de Ryan con Amanda la semana pasada."
 Kenny Herzog de The A.V Club dio al episodio una "B+" comentando: " "Service" es una buena idea, aunque en realidad no es como la unión de un ingrediente para el episodio de esta semana, como, por ejemplo, "Truth", fue el pasado jueves. Al igual que cualquier serie contando una historia en curso, a través de distintos capítulos, los zig zags Wilfred en torno a su principal preocupación-¿cuán loco es Ryan, y tendrá que sobrevivir?-Y trabaja horas extras para premiar la dedicación al espectador con un tono más o menos consistente, en este caso,una fiable relación risas-a-patética."
 Dan Forcella de TV Fanatic dio al episodio un 4.5/5 y dijo: ""Service" no fue mi favorito absoluto de la temporada, pero desde luego no da un paso atrás en esta gloriosa segunda temporada de Wilfred.